# Montreal Screwjob
O Montreal Screwjob foi um incidente controverso e supostamente do wrestling profissional em que o dono da World Wrestling Federation, Vince McMahon, e outros empregados da WWF manipularam o resultado do main event entre Shawn Michaels e Bret Hart do pay-per-view Survivor Series de 1997, que foi realizado no Molson Centre em Montreal, Quebec, Canadá. A manipulação - um shoot (acontecimento real) - ocorreu sem que Hart soubesse e resultou em Hart, o WWF Champion até então, perdendo seu título para Shawn Michaels nesta que seria a última luta de Hart na WWF antes de migrar para a empresa rival, a World Championship Wrestling (WCW). O "screwjob" é geralmente considerado uma traição em off-screen de Hart, que foi um dos atletas mais populares da época.
Hart  tornou-se WWF Champion no SummerSlam em Agosto de 1997. Uma semana antes do Survivor Series, Hart, que trabalhava na WWF desde 1984, assinou um contrato para trabalhar na WCW em Dezembro de 1997. McMahon queria prevenir que Hart deixasse a companhia como campeão, mas Hart não queria perder o cinturão para Shawn Michaels - com quem ele teve uma longa feud (rivalidade) em frente e por trás das câmeras - no Survivor Series em seu país natal. Hart, Michaels e McMahon chegaram a um acordo onde a luta no Survivor Series acabaria em desqualificação, onde dentro das regras normais resultaria em Hart retendo o título, Hart então perderia ou desistiria do título um dia depois. Entretanto, McMahon decidiu, sem que Hart soubesse, que Michaels venceria a luta no pay-per-view. Alguns contam que diferentes pessoas estiveram envolvidas no plano e outros negam a participação de tais pessoas. O plano foi executado quando o juíz da luta, Earl Hebner, a mando de McMahon, encerrou a luta enquanto Michaels aplicava o "Sharpshooter", submission registada de Hart, mesmo Hart não tendo desistido. Michaels foi declarado vencedor da luta por Submission e coroado como o novo WWF Champion.
O Montreal Screwjob ganhou um legado notório em frente e por trás das cameras. e foi parcialmente colocado no documentário Hitman Hart: Wrestling with Shadows, de 1998. O impacto do incidente foi tão grande que ele foi usado como tema de lutas e storylines da Attitude Era e na criação do personagem Mr. McMahon, o chefe do mal. Foi sugerido por alguns que o incidente inteiro talvez tenha sido criado por McMahon e Hart. No entanto, Hart foi banido do WWF enquanto McMahon e Michaels foram odiados pelo público durante muitos anos. Hart e McMahon se reconciliaram mais tarde, e Hart foi induzido no WWE Hall of Fame em Abril de 2006. Em Janeiro de 2010, Hart fez sua primeira aparição ao vivo na WWE desde o Montreal Screwjob em um episódio do RAW, e teve uma longa discussão em frente as câmeras com Michaels sobre o incidente e outros acontecimentos do seu passado, e concordaram em fazer uma trégua, terminando com uma rivalidade que durou nada menos que mais de 12 anos. Ambos Hart e Michaels sentaram lado a lado para falar sobre os detalhes do Montreal Screwjob em um lançamento da WWE Home Video, o documentário Greatest Rivalries: Shawn Michaels vs. Bret Hart.

## História

### Relação com a WWF

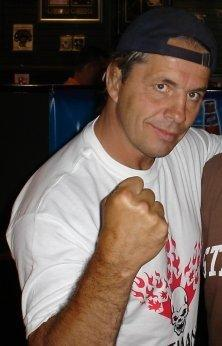
Bret "The Hit Man" Hart

Bret Hart estava com contrato com a World Wrestling Federation, onde teve a proposta de renová-lo por 20 anos. Porém, nunca chegou a assinar o contrato. Passaram meses e nem uma palavra de Vince McMahon, dono da WWF. O mais curioso é que Bret deixou de lado um contrato com a World Championship Wrestling, no qual ganharia 25 milhões de dólares.
Mr. McMahon entra então em contato com Bret Hart e de uma forma estranha, diz-lhe que o acordo ficou sem efeito. Tudo isto, porque a WWF estava perto da falência técnica e o seu contracto era uma deturpação para a empresa.
O mais estranho ainda é que Bret era naquela altura campeão da WWF e, durante 14 anos, Bret dava audiências à federação e líder em publicidade.
Para tratar da negociação, Vince pede então a Hart que entre em contato com o General Manager da WCW, Eric Bischoff. Esta foi uma atitude de desespero de Vince. Mas com isto, poderia recuperar financeiramente e contractar lutadores talentosos a preço mais baixo.
Eric Bischoff, queria de qualquer jeito assinar contrato com Hart. Bret não queria prejudicar a WWF e Eric deu-lhe um prazo de 2 meses para resolver problemas pendentes (como o seu título mundial)…

### Semanas antes do PPV

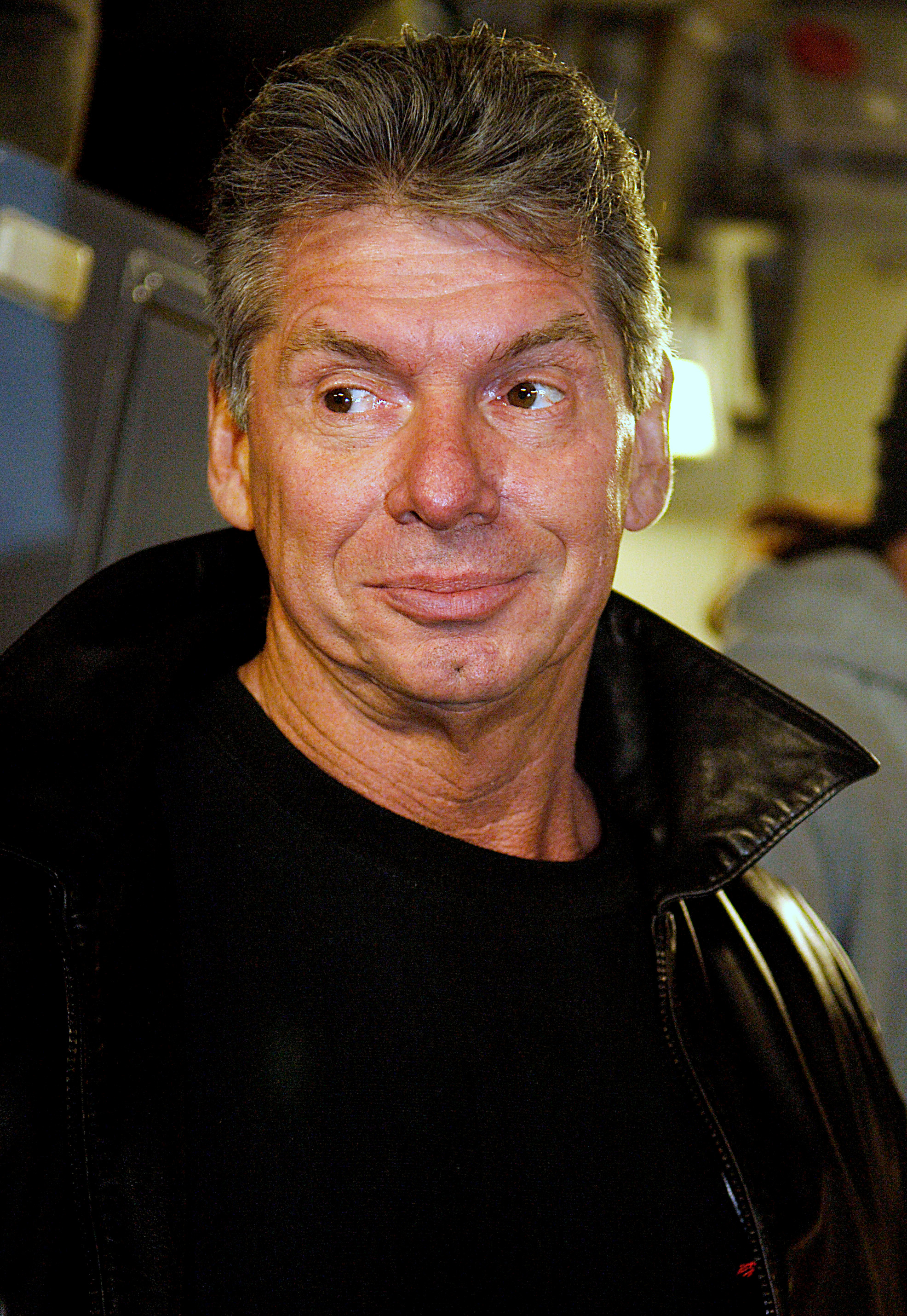
Vince McMahon

Com isso, Hart teria que "abandonar" o WWF Championship. McMahon pensava para quem ele iria perder o título. Stone Cold Steve Austin estava contundido. A opção que restou foi Shawn Michaels. Isso teria que ocorrer no Survivor Series 1997, evento localizado no país onde Hart nasceu e era idolizado, o Canadá.
Bret deu muitas hipóteses a Vince, para não ser humilhado na sua terra natal. Aparentemente, Vince aceitou o fato de não perder o título no PPV, mas sim na Raw seguinte. No dia do PPV, McMahon teve medo que Bret não cumprisse com a sua palavra.

### No dia do PPV
Vince pressionou ao máximo Hart para que perdesse a sua luta para Michaels. Bret disse que se perdesse a personagem do "Hitman", estaria com a carreira praticamente acabada. McMahon não confiava mais em Hart. Na manhã do dia do PPV, Vince ligou para Bret dizendo que estava tudo combinado e que ele derrotaria Michaels. Hart aceitou, mas estranhou pelo fato de McMahon quase nunca mudar de idéias. Encontrou-se então com o árbitro desta luta, Earl Hebner, e disse-lhe exatamente o que Vince lhe tinha dito. Bret confiou em Vince, mas a 6 horas do PPV, McMahon chamou Michaels e Hebner em uma reunião secreta em sua sala.
Vince propôs que falariam a Bret que seria um empate e que Hebner e Michaels sairíam a correr do ringue e entrariam numa limosine que os levaria para parte incerta, enquanto que McMahon ficaria perto do ringue para resolver as coisas. Tudo planeado mas os planos saíram furados. Na altura, Bret encontrava-se em constantes gravações de um documentário acerca da sua vida.
A duas horas do combate, Bret reuniu-se com Vince, mas prevenido, levou um microfone escondido. Vince disse então que a luta terminaria em empate e que Michaels aplicaria o Sharpshooter, e Hart reverteria. O gongo soaria e em um angle final a D-Generation X e a The Hart Foundation se enfrentariam no ringue.

### Luta
A música de Michaels tocou e ele foi vaiado muito, pois tinha fraca popularidade no Canadá. Logo veio muito ovacionado Bret Hart, que todos esperavam derrotar HBK.
O combate foi muito fraco em si. Mereciam ser desqualificados sem dúvida alguma e Vince fazia de tudo para que não fossem.
Após, Vince McMahon executa o seu plano secreto: no ringue, Michaels aplica o Sharpshooter e do nada, sem que tivesse tempo para reverter, ouve-se o soar do gongo. Michaels derrota Hart e é o novo WWF Champion.
No final: McMahon traíu Bret Hart. Shawn Michaels ficou tão surpreendido que ficou parado, e o árbitro foi a correr para a limusine, para não ser alvo de objetos.
Após a luta, Bret levanta-se, insulta e cospe em McMahon. Nisto, entram em cena Jack Brisco (assessor de McMahon) e Triple H (amigo de Shawn Michaels e membro da D-Generation X). Brisco ordena a Michaels que abandone o ringue e festeje com o título.
McMahon refugia-se no seu gabinete e tranca-se lá dentro acompanhado de seu filho, Shane McMahon.
Michaels recusa ir para a limusine e insiste em falar com Bret nos vestiários: Atitude de Homem! Nisto, os membros da The Hart Foundation entram no ringue e tentam convencer Bret a regressar aos vestiários.
Bret estava com muita raiva e quebrava tudo que via pela frente. Ele apanha uma bandeira, grita e gesticula de modo a formar as siglas W-C-W. O público percebeu tudo que se passou e despede-se do seu ídolo, que vai para a World Championship Wrestling.
Chegado aos vestiários, Bret tenta invadir o escritório de McMahon, mas é segurado por British Bulldog e Owen.
McMahon queria falar com Hart, mas este não queria vê-lo. Mesmo assim, McMahon dirigiu-se ao vestiário de Hart, acompanhado de Shane McMahon (filho e assessor), Sgt. Slaughter (ex-lutador, agora oficial da empresa), Jack Brisco (ex-lutador e diretor da empresa) e Pat Patterson (diretor responsável pelas relações dos lutadores com a direção).
Após um tempo, Bret dá um soco em McMahon. Este cai redondo no chão e perde os sentidos. No momento da queda, Jack Brisco tentou segurar McMahon. O pé de Vince embate com violência num banco e fratura o tornozelo. O soco foi muito violento que partiu o queixo de McMahon e fraturou o braço de Hart.

### Após incidente
Vince foi operado e não apareceu na TV durante duas semanas. Quando questionado pelas autoridades sobre o que tinha acontecido, Bret afirma que “Vince veio quase que de encontro ao punho acidentalmente”.
Após esse acidente, foi o fim da relação duradoura de 14 anos que possuía a WWF com Hart. Isso manchou a figura de McMahon. Apesar de tudo, McMahon introduziu Bret Hart no Hall da Fama da WWE em 2006.
Bret Hart teve um combate na Wrestlemania XXVI, em 2010 com a família Hart como lumberjacks e árbitro,contra Vince para se vingar do acontecido.Bret saiu vitorioso da luta.